# جورج إيدي داوني
جورج إيدي داوني (بالإنجليزية: George Eddy Downey)‏ هو قاضي أمريكي، ولد في 11 يوليو 1860، وتوفي في 24 مايو 1926.